# Leopold Rosenfeld
Leopold Rosenfeld, född den 21 juli 1850 i Köpenhamn, död där den 19 juli 1909, var en dansk tonsättare och sånglärare av judisk börd.
Rosenfeld genomgick musikkonservatoriet 1872-75 och komponerade sedermera körverk (bland annat Henrik og Else), duetter och inte mindre än omkring 200 sångromanser, varav ungefär en tredjedel till tyska texter, i övrigt till danska och norska. Eugène Fahlstedt avger följande omdömen i Nordisk familjebok: "Sångerna röja en ganska fin lyrisk begåfning, närmast i släkt med den tyska nyromantiken; de äro mera gifvande i melodiskt och klangligt afseende än i rytmik och harmonibehandling, om än den senare sträfvar efter omväxling." Rosenfeld ägnade sig även nitiskt åt sångundervisning och utbildade en mängd elever bland annat för operan. Han författade Om Textsang (1887) och verkade som musikkritiker. År 1889 fick han professors titel.